# Президентские выборы в Грузии (2000)
Президентские выборы в Грузии (груз. საქართველოს საპრეზიდენტო არჩევნები 2000) прошли 9 апреля 2000 года. Действовавший президент начал предвыборную кампанию 20 марта и ставил своей основной целью решить проблему с Абхазией, независимый кандидат Джумбер Патиашвили совершал множество поездок по стране, где встречался с избирателями. В информационном поле доминировал президент. В результате победу одержал Эдуард Шеварднадзе, представитель партии «Союз граждан Грузии», который выиграл выборы с результатом 79,82% голосов от общего числа бюллетеней, явка составила 75,86%.

## Избирательное законодательство
Для выдвижения кандидата партии и инициативные группы должны подать заявление в ЦИК не позднее чем за 50 дней до выборов. После этого они должны представить в ЦИК 50 000 действительных подписей в поддержку своего кандидата. Если эти требования соблюдены, Центризбирком регистрирует кандидата.

## Кандидаты

### Регистрация кандидатов
Изначально заявки на регистрацию кандидатом в президенты подали 17 кандидатов. Двое из них отозвали свои заявки, одна была отклонена из-за невыполнения условия, требующего проживания на территории Грузии в течение определённого времени, ещё одна из-за предполагаемого наличия гражданства России у кандидата. Два кандидата не смогли предоставить необходимое число подписей, ЦИК зарегистрировал 11 кандидатов, двое из них находились в предварительном заключении. После проверки подписей четыре кандидатуры были отклонены ЦИК. 10 марта 2000 года была одобрена регистрация 7 кандидатов. Партия парламентского большинства (Союз граждан Грузии) выдвинула кандидатуру действующего президента Эдуарда Шеварднадзе. Союз демократического возрождения Грузии, крупнейшая партия в оппозиционной коалиции выдвинула своим кандидатов главу Аджарии Аслана Абашидзе, также его кандидатура была поддержана Союзом грузинских традиционалистов. Джумбер Патиашвили был выдвинут как независимый кандидат, однако Народная и Социалистическая партии официально поддержали его кандидатуру. Остальные четыре кандидата не были поддержаны ни одной из крупных политических партий и были выдвинуты небольшими непарламентскими партиями или иннициативными группами. Партия «Промышленность спасет Грузию» формально не поддержала ни одного
кандидата. Лейбористская партия вместе с рядом более мелких политических партий бойкотировала выборы, а Национал-демократическая партия предложила голосовать против всех кандидатов. 8 апреля Аслан Абашидзе снял свою кандидатуру с выборов.

### Список кандидатов
| Фото      | Кандидат            | Субъект выдвижения                                     | Статус          |
| --------- | ------------------- | ------------------------------------------------------ | --------------- |
|           | Эдуард Шеварднадзе  | Союз граждан Грузии                                    | зарегистрирован |
|           | Джумбер Патиашвили  | независимый                                            | зарегистрирован |
|           | Картлос Гарибашвили | независимый                                            | зарегистрирован |
|           | Автандил Жогилидзе  | Национальный Государственный Союз Грузии—Победа Грузии | зарегистрирован |
|           | Важа Жгенти         | Прогрессивная партия Грузии                            | зарегистрирован |
|           | Роин Липартелиани   | независимый                                            | зарегистрирован |
| Источник: |                     |                                                        |                 |

## Предвыборная кампания
9 февраля 22 политические партии Грузии объединились в союзе «За свободу и демократию», однако из-за разных позиций они были не в состоянии выбрать единую политическую платформу. Партии призвали бойкотировать выборы. Данная организация провела два митинга и пресс-конференцию, получившие слабое освещение в СМИ.
Предвыборную кампанию вели только Эдуард Шеварднадзе и Джумбер Патиашвили.
Незадолго до выборов свою кандидатуру снял президент Аджарской автономной республики Аслан Абашидзе, после чего итог выборов был предрешён. Он заявил, что не хочет провоцировать новый виток напряжённости между Аджарией и центром.

### Джумбер Патиашвили
Патиашвили начал кампанию сразу после начала аггитационного периода, совершив турне по стране и проведя ряд митингов и встреч с широкой общественностью. Однако некоторые мероприятия были сорваны. В Кахетии, Квемо-Картли и Самегрело Патиашвили был лишен возможности вести предвыборную кампанию, главным образом из-за параллельных предвыборных мероприятий, организованных другими кандидатами,
или из-за того, что его команде было отказано в разрешении использовать общественные здания.
Дата выборов (9 апреля) совпала с годовщиной трагических событий в Тбилиси, когда в результате столкновений советских войск с демонстрантами погибло 20 человек. На момент столкновений руководителем республики был Патиашвили. Этот факт активно использовался Шеварднадзе для дискредитации его основного противника. Патиашвили пытался обвинить в трагедии действующего президента, однако накануне выборов по просьбе Шеварднадзе были обнародованы документы, из которых следует, что 8 апреля Патиашвили направил в Москву три телеграммы с просьбой ввести в Тбилиси чрезвычайное положение с использованием армии.

### Эдуард Шеварднадзе
Шеварднадзе начал встречаться со своими сторонниками 20 марта и представил свою политическую программу 24 числа этого же месяца. Президент редко встречался с широкой публикой, предпочитая мероприятия с приглашённой аудиторией. Председатель парламента гастролировал по стране, выступая на различных мероприятиях, поддерживал кампанию действующего президента.
Шеварднадзе объявил своей главной задачей решение проблемы с Абхазией, он собирался выдвинуть новую программу урегулирования конфликта, по информации Коммерсантъ он предусматривал превращение Грузии в федеративное государство. Также президент собирался начать переговоры с Россией по поводу ликвидации 4 российских баз на территории Грузии. Шеварднадзе был поддержан многими лидерами СНГ, включая и.о. Президента России Владимира Путина. По данным социологических опросов, действующий президент имел подавляющие преимущество перед остальными кандидатами.

### Освещение в СМИ
Кандидатам в президенты предоставлялось 70 минут свободного эфирного времени каждый день с 20 марта. Джумбер Патиашвили, Автандил Жогилидзе	и Важа Жгенти начали пользоваться временем с самого начала, Эдуард Шеварднадзе с 27 марта, а Картлос Гарибашвили с 3 апреля. Тенгиз Асанидзе находился в тюрьме, в связи с чем его время могло использовать доверенное лицо, однако этого не произошло. Эдуард Шеварднадзе получил 56,50 процента всего времени, выделенного кандидатам в период мониторинга ОБСЕ. Вне предвыборного времени действующий президент получил более
84 процентов всего времени, половина из которых была положительной. Джумбер Патиашвили получил чуть более 9 процентов времени, из которых около четверти было отрицательным. Также государственное телевидение показывало рекламу президента вне предвыборного времени. Телеканал ТВ Аджария посвятил Аслану Абашидзе (на тот момент он был главой региона) 81,77 процента своего репортажа, освещение президента в основном (две трети репортажей) было отрицательным, Джумбер Патиашвили получил положительное освещение в данном СМИ. Рустави-2 посвятил Шеварднадзе 62,6% эфира, Патиашвили — 17,7%, Абашидзе — 15%. Кандидаты не участвовали в прямых дебатах на телевидении.

## Наблюдатели
ЦИК Грузии зарегистрировал две национальные группы наблюдателей. Кроме ОБСЕ ЦИК аккредитовал 10 других международных делегаций наблюдателей, включая парламентскую ассамблею Совета Европы, восточноевропейскую делегацию ОБСЕ, ЦИК России. По данным ОБСЕ, некоторые УИК не были осведомлены о правах наблюдателей и в ряде случаев препятствовали им выполнять свои задачи, в том числе отказывали им в доступе к избирательным материалам или выгоняли их с избирательного участка.

## Результаты
На выборах победил Эдуард Шеварднадзе, набравший 79,82% голосов от общего числа бюллетеней и 82,0% голосов от числа действительных бюллетеней. Победа президента укрепила позиции партии «Союз граждан Грузии», победившей на парламентских выборах 1999 года.
| Кандидат                          | Партия                                                 | Голосов   | %       |
| --------------------------------- | ------------------------------------------------------ | --------- | ------- |
| Эдуард Шеварднадзе                | Союз граждан Грузии                                    | 1 870 311 | 79,82%  |
| Джумбер Патиашвили                | Независимый                                            | 390 486   | 16,66%  |
| Картлос Гарибашвили               | Независимый                                            | 7 863     | 0,34%   |
| Автандил Жогилидзе                | Национальный Государственный Союз Грузии—Победа Грузии | 5 942     | 0,25%   |
| Важа Жгенти                       | Прогрессивная партия Грузии                            | 3 363     | 0,15%   |
| Тенгиз Асанидзе                   | Независимый                                            | 2 793     | 0,12%   |
| Недействительные голоса           | Недействительные голоса                                | 62 418    | 2,66%   |
| Всего                             | Всего                                                  | 2 343 176 | 100,00% |
| Зарегистрировано избирателей/Явка | Зарегистрировано избирателей/Явка                      | 3 088 925 | 75,86%  |
| Источник:                         |                                                        |           |         |

### Явка
Явка по стране составила 75,86%, однако данный показатель различался по различным округам. В одной из УИК в Сенакском районе с более чем 500 избирателями 100% явка была достигнута к 9:20. В 16 округах явка превысила 90%, в 10 — 80%. Явка в 10 районах Тбилиси варьировалась от 46,9% до 78,2%. В Самцхе-Джавахети, Шида Картли и Гурии явка избирателей превысила 85%, в Аджарии данный показатель составил 64,2%. В регионе Квемо Картли явка превысила 94%. В целом по Марнеульскому району явка составила 98% от 86 000 зарегистрированных избирателей, Шеварднадзе получио 99% голосов.

## Последствия
Джумбер Патиашвили не признал своего поражения на выборах, он заявил, что голосование было полностью сфальсифицированно. Кандидат собирался подать иск в Верховный суд Грузии с требованием отмены результатов. Руководитель предвыборного штаба кандидата Мамука Гиоргадзе сообщил, что если бы не фальсификация, то Патиашвили набрал бы 80% голосов, а Шеварднадзе 17%. Президент заявил, что выборов без нарушений не бывает.
30 апреля состоялась инаугурация избранного президента Грузии Эдуарда Шеварднадзе.

## Критика
По данным ОБСЕ, в ходе подсчёта голосов имели место вбросы бюллетеней и фальсификация протоколов. Критике также подвергся избирательный кодекс, не предусматривающий штрафов за многократное голосование. Сообщалось о расположении большого количества ОИК в зданиях местных администраций, а иногда и в одном здании со штабами правящей партии. В некоторых случаях агитационные материалы партий присутствовали в зданиях, где размещались офисы ОИК.
Оппозиционные кандидаты жаловались на то, что визиты иностранных высокопоставленных лиц использовались в предвыборных целях, так как визиты вызвали повышенное освещение деятельности действующего президента в средствах массовой информации, государственное телевидение широко освещало данные мероприятия.